# Кюстендилски зоопарк
Кюстендилският зоопарк е една от атракциите на Кюстендил. Разположен е в живописна местност, сред букови и борови дървета в лесопарк „Хисарлъка“, южно от Кюстендил. Понастоящем в кюстендилската зоологическа градина се отглеждат голям брой животни (предвид малката и площ и мащаби), повечето от които са характерни за българските земи.
През летния сезон зоопаркът е отворен за посетители от 9:00 до 19:00 ч., а през зимния – от 9:00 до 17:00 часа. Негов директор е Петър Велков.

## История
Зоопаркът в град Кюстендил е създаден през 1962 г., първоначално като зоокът в местността „Доктор Джанкин“ по инициатива на градския лесовъд Иван Сърбински. През 1966 г. с решение на ИК на ГНС – Кюстендил зоопарка е преместен на терена източно от местността „Чешмето“, където се намира. Изградени са 15 клетки за тревопасни животни, хищници и птици и малка природонаучна сбирка. Проектант на зоопарка е инж. Гриша Владимиров. В течение на десетилетия зоопаркът е любимо място за разходка, почивка и отдих на кюстендилци и гостите на града. В непосредствена близост до зоопарка е разположена и късноантичната и средновековна крепост Хисарлъка.
През последните години зоопарка се стопанисва от Балканския природозащитен съюз, а от средата на 2009 г. – от Община Кюстендил. В зоопарка има повече от 50 животни.

## Галерия
- елен лопатар в зоопарка
- пони в зоопарка
- нутрия в зоопарка